# Maria Hemelvaartkerk (Landsberg am Lech)
De Maria Hemelvaartkerk is de stadsparochiekerk van de Beierse stad Landsberg am Lech.

## Geschiedenis
De eerste vermelding van een kerkgebouw op deze plek dateert van het jaar 1219. In de laat-romaanse periode werd de kerk verbouwd tot een drieschepige basiliek en met een koor vergroot. Van deze kerk heeft men het doopvont weten te bewaren. In 1458 werd de eerste steen gelegd voor een nieuwe kerk die in 1466 werd gewijd.
In de 17e eeuw werd een begin gemaakt met het barokkiseren van de kerk. In het midden van de 18e eeuw werden de laatste rococoaltaren opgesteld.
Vanaf 1979 heeft het interieur een grondige restauratie ondergaan. Deze renovatie werd in de jaren 2007-2010 gevolgd door een restauratie van de hele kerk.

## Inrichting[1]
De versiering van het plafond werd door Matthäus Stiller in de jaren 1702-1707 aangebracht. De kerk biedt onderdak aan een groot aantal kunstwerken vanaf het einde van de 13e eeuw tot in de moderne tijd. De kansel uit 1708 en een veelvoud van kapellen, altaren, beelden en bijna 100 grafmonumenten maken het kerkgebouw tot een bezienswaardig gebouw.
- Uit de periode van de hoogbarok stamt het hoogaltaar van Jörg Pfeifer (1680). Op het altaarschilderij huldigen de volkeren de Moeder Gods (Antonio Trivas).
- Het grote missiekruis bij de treden van het koor maakt sinds 1981 onderdeel uit van het volksaltaar dat de relieken van de heilige Elisabeth en de heilige Maximiliaan bevat.
- Een barok beeld van Christus op een palmezel en de barokke kruisweg dateren uit 1671 en werden gemaakt door de barokke beeldhouwer Lorenz Luidl.
- Het doopvont in het midden van het schip stamt uit circa 1300.
- Aan de noordzijde van het koor bevindt zich een houten Madonna uit lindenhout gesneden uit 1440.
- De barokke orgelkas stamt uit 1688 (beelden van Lorenz Luidl).
- Het Rozenkransaltaar aan de noordelijke muur van het koor is een werk van Dominikus Zimmermann uit 1721.
- Fraai zijn ook de gebrandschilderde ramen in de apsis van de kerk.

## Orgel
Het eerste orgel werd door de orgelbouwer David Jacob Weidtner uit Augsburg gebouwd. Hiervan is de orgelkas uit 1688 bewaard gebleven met beelden van Lorenz Luidl. Het huidige orgel gaat terug op een instrument uit 1979-1983 van de orgelbouwer Gerhard Schmid. Het orgel had 82 registers verdeeld over 5 manualen en een pedaal. Bijzonder zijn de windladen die van mahonie gemaakt. In 2003 werd het orgel door de orgelbouwer Siegfried Schmid omgebouwd. Hierbij werd een groot deel van het pijpwerk hergebruikt, maar het aantal werd aanzienlijk verminderd. Nieuw waren de tracturen en de speeltafel. De speeltracturen zijn mechanisch, de registertracturen elektrisch. Het sleeplade-instrument heeft nu 60 registers, vier manualen en een pedaal.

## Afbeeldingen

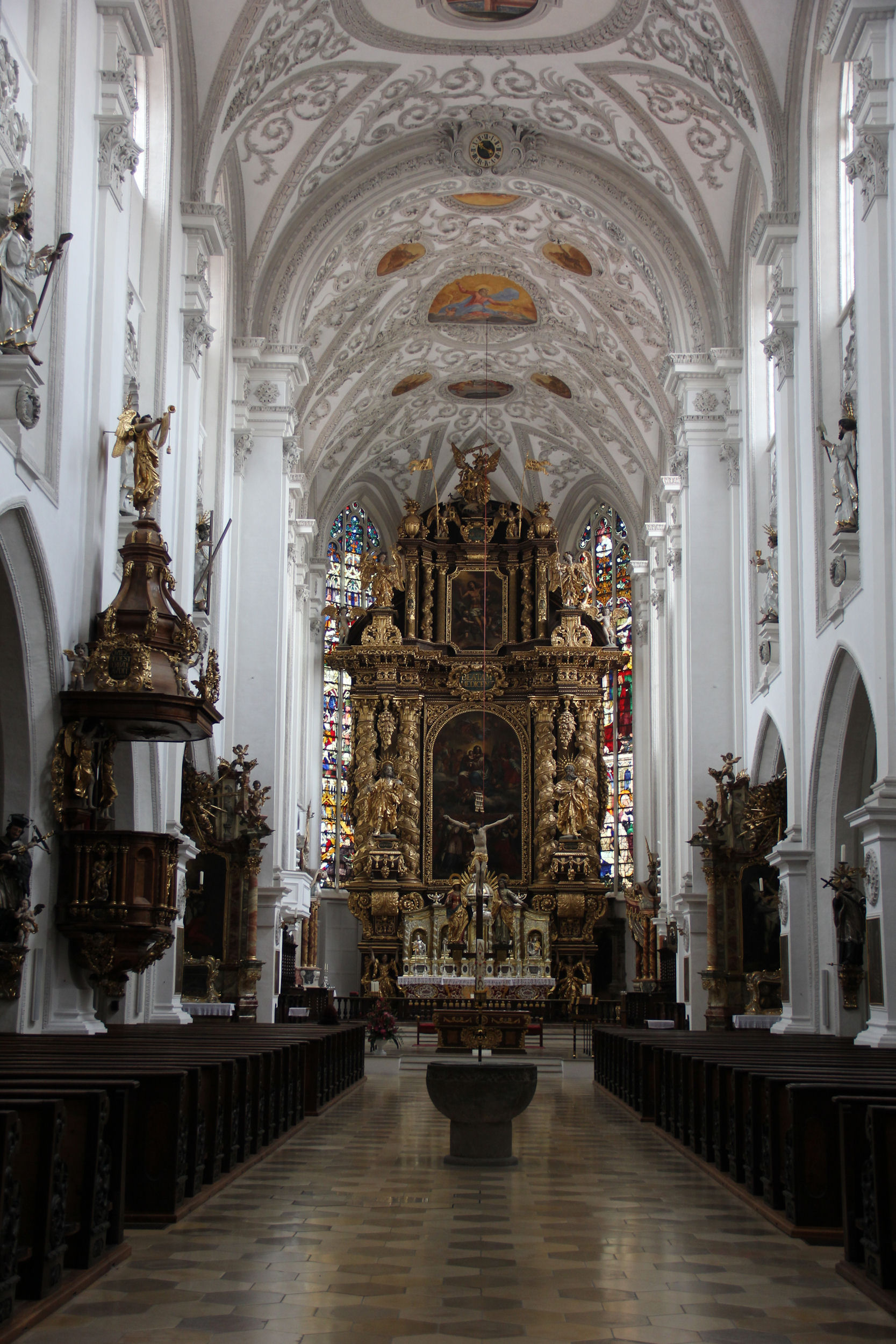
Interieur richting hoogaltaar
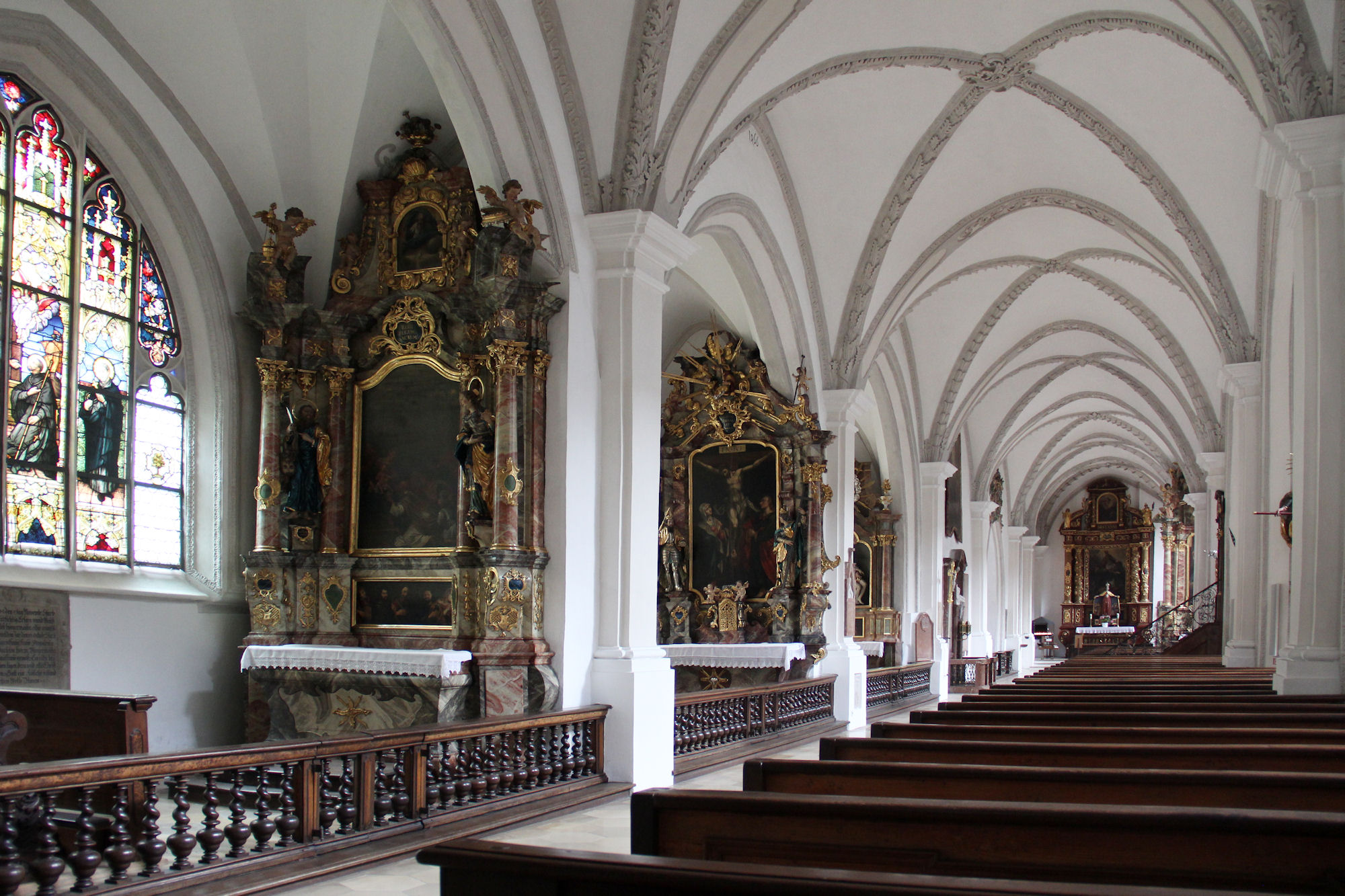
Zijaltaren
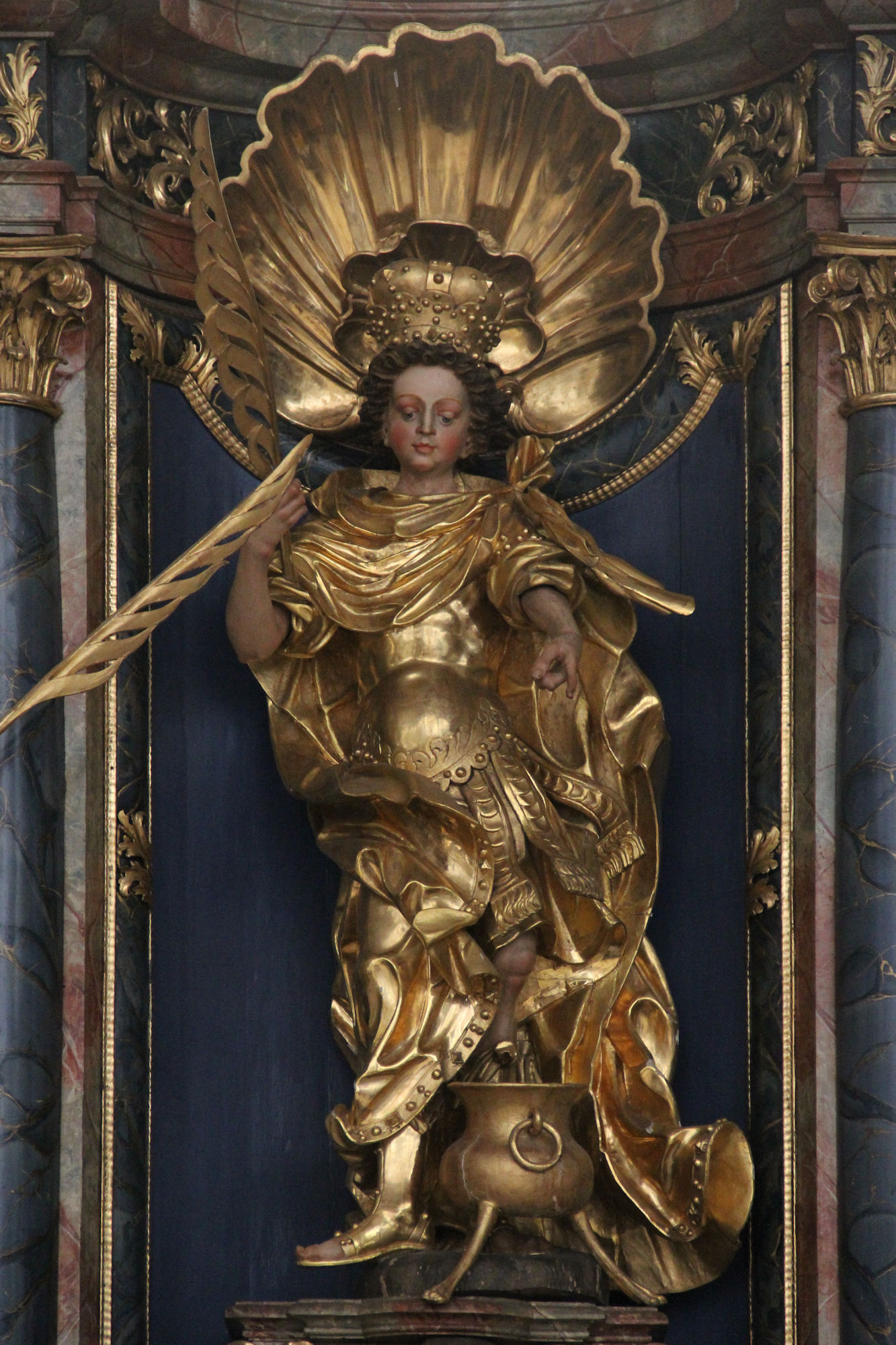
Beeld van Sint-Vitus (Vitusaltaar)
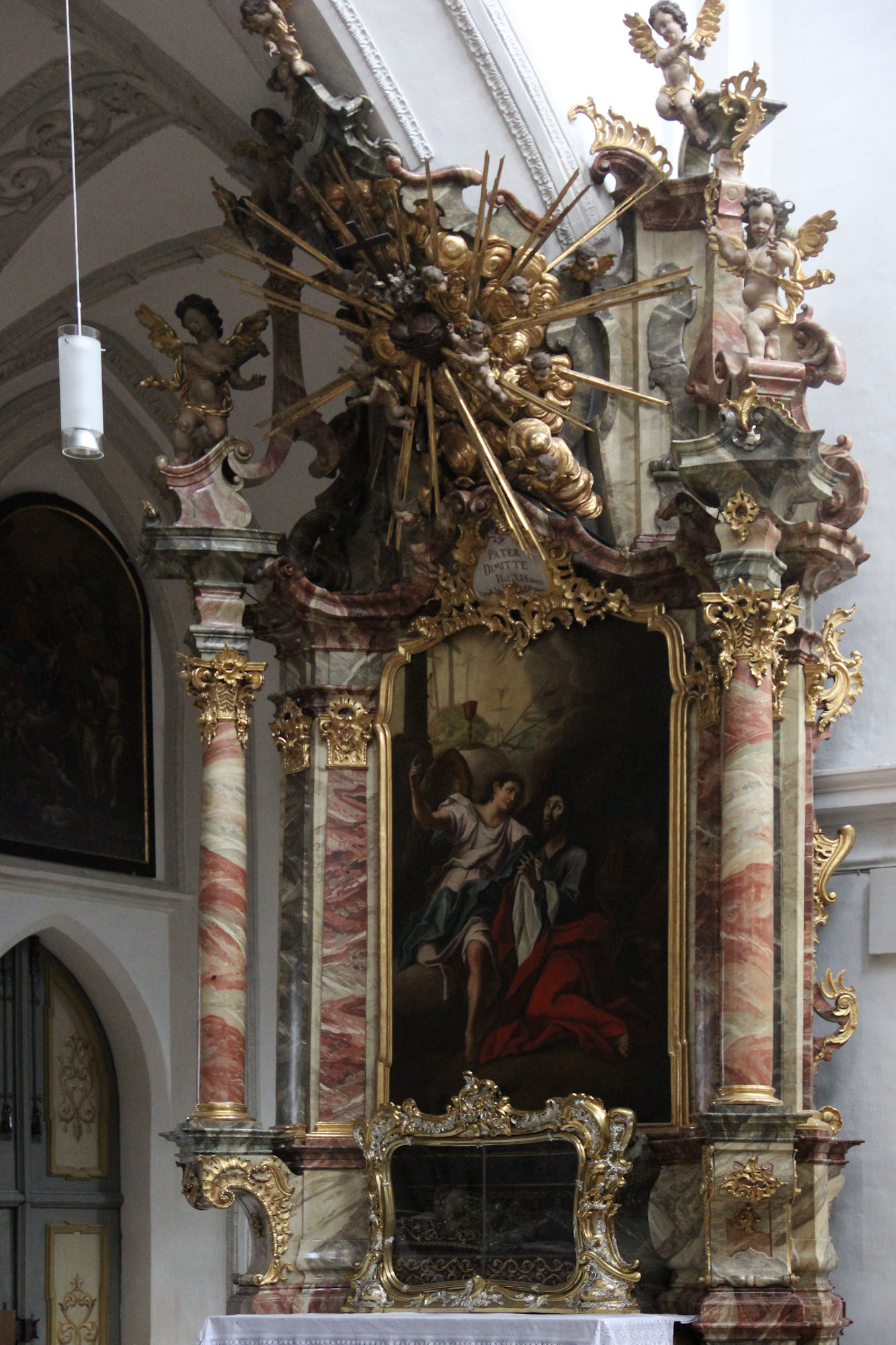
Zijaltaar
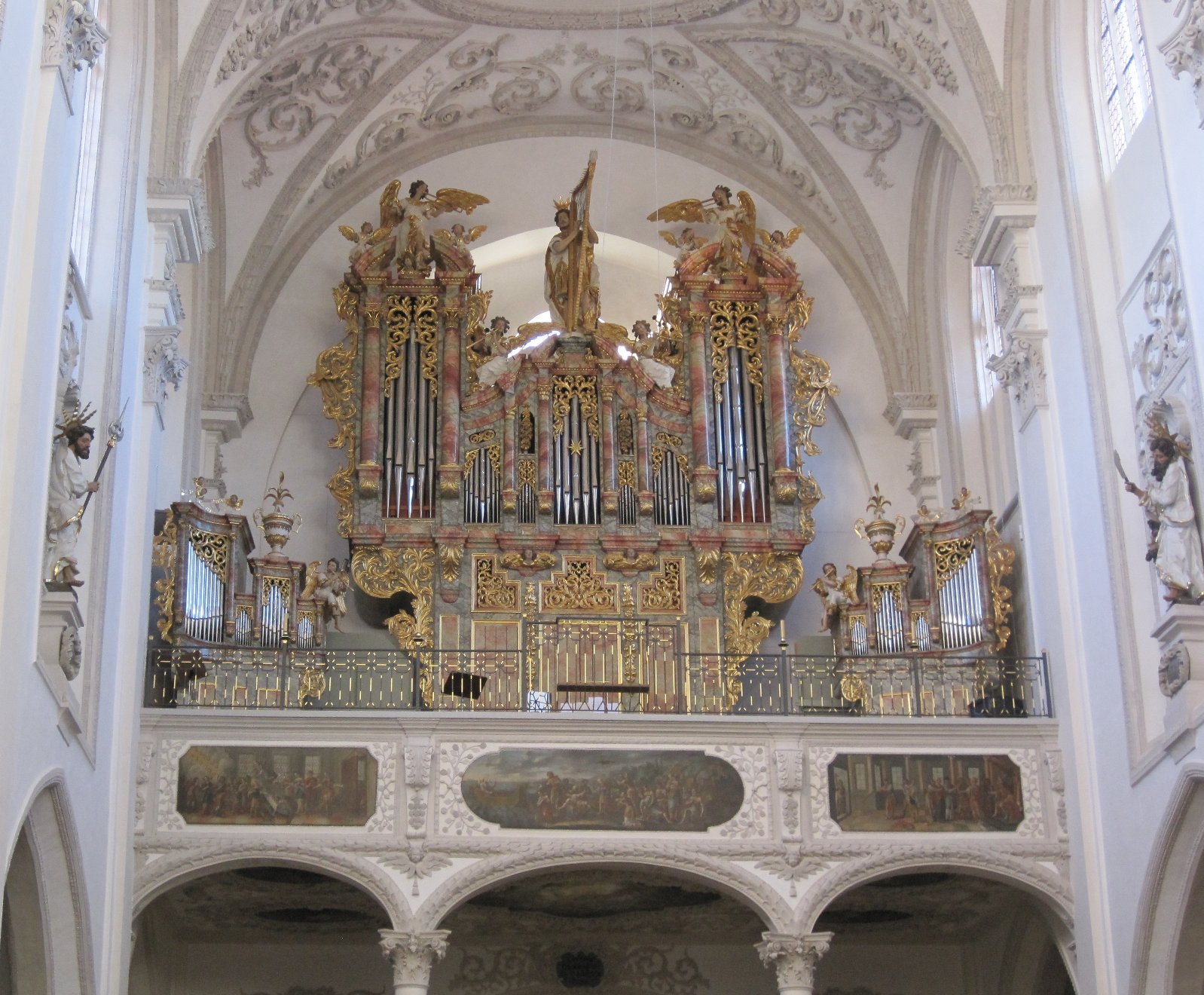
Orgel